# Лифре
Лифре (фр. Liffré) — коммуна на северо-западе Франции, находится в регионе Бретань, департамент Иль и Вилен, округ Ренн, центр одноименного кантона. Расположена в 18 км к северо-востоку от центра Ренна, в 12 км от кольцевой автомагистрали N136 вокруг города. Через территорию коммуны проходит национальная автомагистраль N24.
Население (2018) — 7 768 человек. 

## История
Лифре был основан в XIII веке в процессе расчистки лесов вокруг Ренна. В 1491 году в нем расположились французские войска, взявшие затем в осаду Ренн с целью принудить герцогиню Анну Бретонскую согласиться на брак с королем Франции Карлом VIII. 
Во время Великой французской революции коммуна становится столицей кантона и заявляет о поддержке Республики. Это проявляется, в частности, в участии в революционных праздниках, главным из которых является празднование годовщины казни короля Людовика XVI с принесением клятвы ненависти королю и анархии, отмечаемой с 1795 года. В 1795 году, во время Восстания в Вандее, один из лидеров роялистов граф де Пюизе на пути в Витре остановился со своим отрядом в Лифре и был разбит здесь сторонниками Республики.

## Достопримечательности
- Церковь Святого Михаила 70-х годов XIX века, перестроенная в 1936 году

## Экономика
Структура занятости населения:
- сельское хозяйство — 1,6 %
- промышленность — 26,0 %
- строительство — 6,7 %
- торговля, транспорт и сфера услуг — 43,7 %
- государственные и муниципальные службы — 22,1 %

Уровень безработицы (2018) — 6,8 % (Франция в целом —  13,4 %, департамент Иль и Вилен — 10,4 %). 

Среднегодовой доход на 1 человека, евро (2018) — 24 430 (Франция в целом — 21 730, департамент Иль и Вилен — 22 230).

## Демография
Динамика численности населения, чел.

## Администрация
Пост мэра Лифре с 2017 года занимает социалист Гийом Беге (Guillaume Bégué). На муниципальных выборах 2020 года возглавляемый им левый список победил в 1-м туре, получив 72,81 % голосов.
| Период | Период | Фамилия         | Партия                  | Примечания                                                                             |
| ------ | ------ | --------------- | ----------------------- | -------------------------------------------------------------------------------------- |
| 1971   | 1983   | Луи Лоран       | Разные правые           | фермер                                                                                 |
| 1983   | 2008   | Клеман Теоден   | Социалистическая партия | учитель, член Генерального совета департамента, депутат Национального собрания Франции |
| 2008   | 2017   | Лоик Шене-Жирар | Социалистическая партия | работник банка, президент Регионального совета Бретани                                 |
| 2017   |        | Гийом Беге      | Социалистическая партия | руководитель предприятия                                                               |

## Города-побратимы
- Пьела, Буркина-Фасо
- Уэндовер, Великобритания
- Беньель, Испания

## Галерея

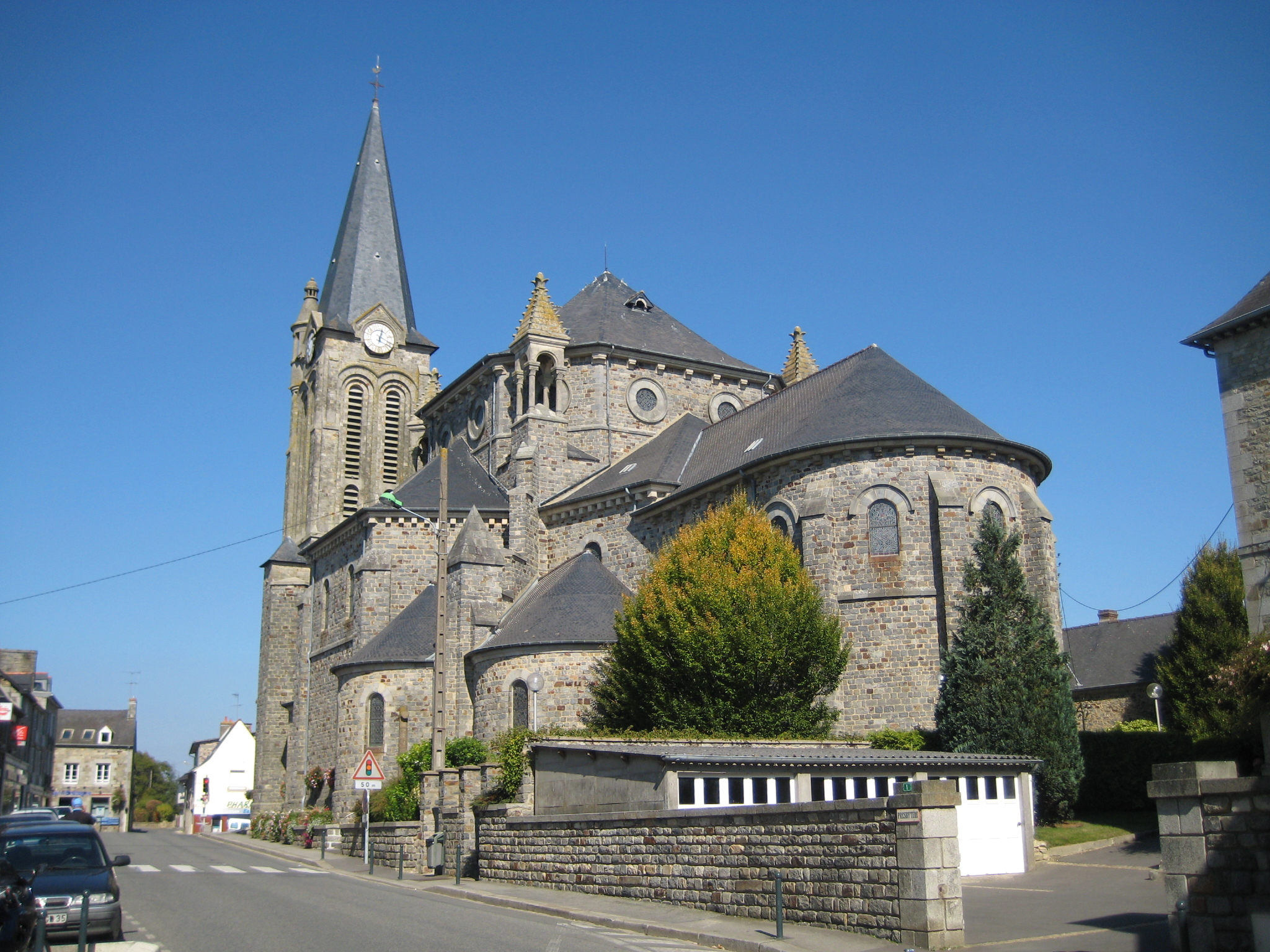
Церковь Святого Михаила